# Blackout Tuesday

Сплошной чёрный квадрат, ставший символом Blackout Tuesday.

Blackout Tuesday (от англ. blackout — затемнение, отключение электричества; англ. Tuesday — вторник) — серия публикаций в социальных сетях, состоящих из картинок с чёрным квадратом. Движение началось в июне 2020 года и было призвано привлечь внимание к борьбе с расизмом.

## История возникновения
Идея Blackout Tuesday возникла у топ-менеджеров музыкальных лейблов Atlantic Records и Platoon Джамилы Томас и Брианны Агеманг. Она появилась на фоне акций протестов в США, массово проходивших после гибели афроамериканца Джорджа Флойда во время задержания полицией. Влиятельные руководители музыкальной индустрии предложили коллегам приостановить свои обычные действия в социальных сетях на один день, вместо этого посвятив это время новостям о протестах в стране, антирасистским материалам, новостям о деле Джорджа Флойда и прочим полезным ссылкам. В качестве символа акции был выбран чёрный квадрат.
Акция состоялась 2 июня 2020 года. В ней приняли участие многие известные артисты, спортсмены и деятели шоу-бизнеса, а также обычные пользователи. Всего было опубликовано несколько миллионов постов с хэштегом #BlackoutTuesday. Помимо этого телеканалы сети ViacomCBS прервали вещание на 8 минут 46 секунд — время, в течение которого полицейский удерживал колено на шее потерпевшего во время задержания.